# Leavitt Peak
Der Leavitt Peak ist ein 3528 m hoher Berg in der Sierra Nevada im US-Bundesstaat Kalifornien. Er liegt auf der Grenze zwischen dem Tuolumne County und dem Mono County. 

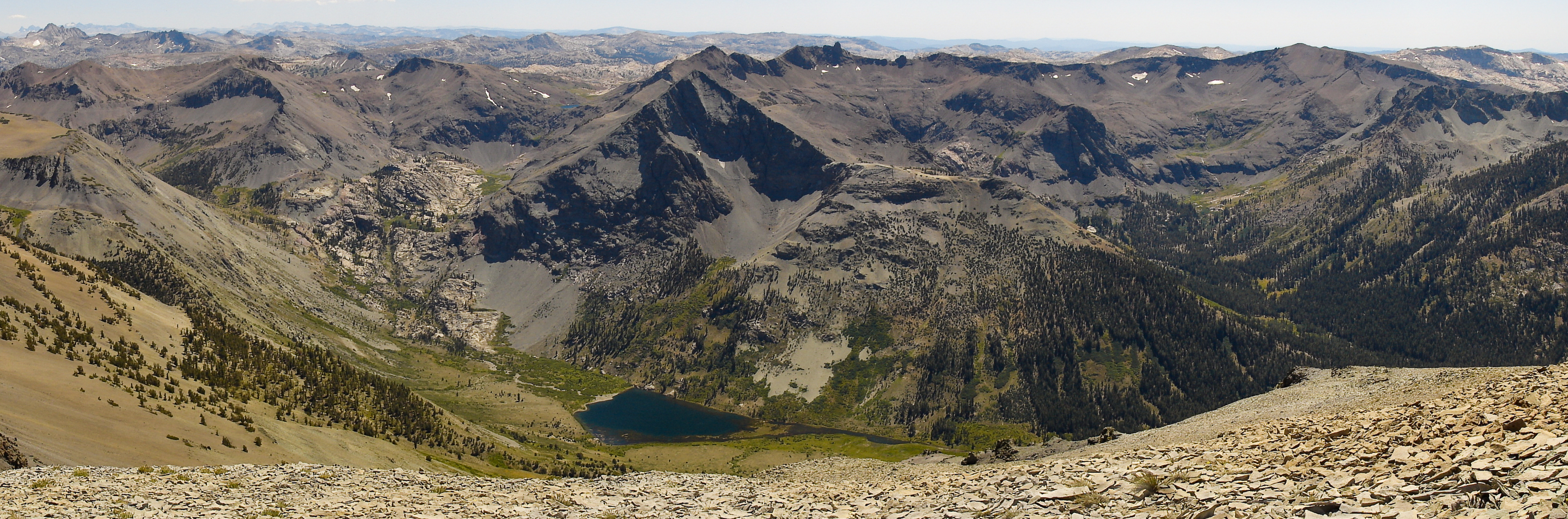
Blick vom Gipfel nach Süden in die Emigrant Wilderness

Der Berg befindet sich einige Kilometer südlich des Sonora Pass. Der Fernwanderweg Pacific Crest Trail verläuft  östlich des Gipfels. Südlich liegt der Kennedy Lake, der vom Kennedy Creek gespeist wird. An der Westflanke erschließt sich die Emigrant Wilderness, im Osten der Truppenübungsplatz Marine Corps Mountain Warfare Training Center Bridgeport. Gipfel in der Umgebung sind der Sonora Peak im Norden, der Mount Emma im Osten, der Kennedy Peak und Molo Mountain im Süden, der Relief Peak im Südwesten und der Night Cap Peak im Nordwesten. Nächsthöherer Berg ist der circa 18 km entfernte Tower Peak in südsüdöstlicher Richtung.